# Winslow, Indiana
Winslow är en småstad (town) i Pike County i den amerikanska delstaten Indiana med en yta av 1,7 km² och en folkmängd, som uppgår till 881 invånare (2000). 